# Alfabet zaghawa

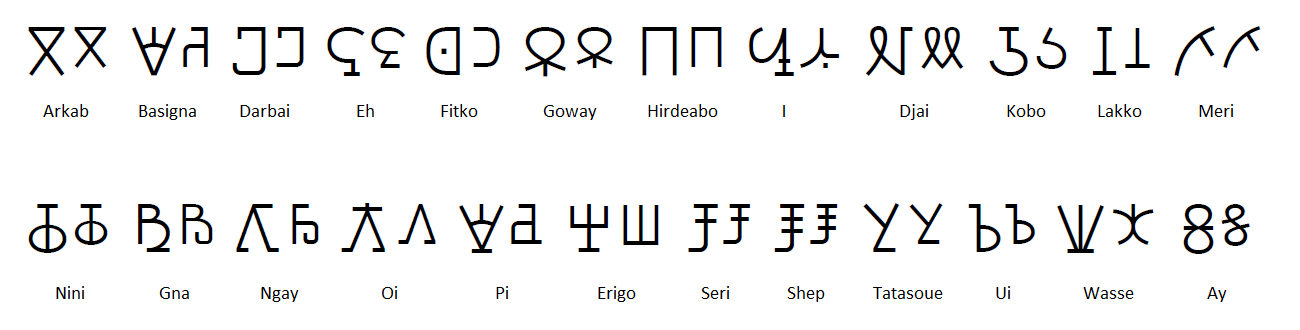
Parells de majúscules (esquerra) i minúscules (dreta) de l'alfabet zaghawa (Beria). L'ordre segueix el del llatí: /a b d ɛ f ɡ h~ħ ɪ ʒ k l m n ɲ ŋ ɔ p ɾ~r s ʃ t ʊ w j/.

L'alfabet zaghawa o Alfabet Beria, Beria Giray Erfe ('Marques d'escriptura zaghawa'), és una escriptura alfabètica indígena creada per a la llengua zaghawa de Darfur i del Txad.
Als anys 1950, un professor d'escola zaghawa del Sudan anomenat Adam Tajir va crear un alfabet per al zaghawa. L'escriptura va tenir com a base les marques fetes als animals domèstics del clan, en especial en camells. Per això també se l'anomena alfabet camell, i va copiar l'inventari de l'alfabet àrab, un sistema no ideal per a la llengua Zaghawa.
El 2000, un veterinari zaghawa anomenat Siddick Adam Issa va fer una adaptació de l'escriptura de Tajir per al zaghawa, que va esdevenir popular en la comunitat zaghawa. La tipografia és una mica innovadora en el fet que les lletres majúscules tenen una asta descendent que baixa sota de la línia de base de les lletres minúscules i de les puntuacions, en contrast amb les lletres majúscules de l'alfabet llatí que pugen amb relació a la minúsculesAlfabet llatí. El Beria Giray Erfe és un alfabet complet amb lletres específiques per a vocals; no obstant això, hi ha diacrítics per a marcar els tons (accent greu per al to descendent i accent agut per al to ascendent; els tons alt, mig i baix no són marcats), i també per marcar el tret distintiu d'ATR o arrel de llengua avançada (el màcron (¯) sobre les vocals per a marcar la derivació de /i e ə o u/ a partir de les lletres per a /ɪ ɛ a ɔ ʊ/).
Les lletres per a la /p/, so que no existeix ni en zaghawa ni en Àrab, s'escriu amb l'addició d'una cua a la lletra per a /b/. De la mateixa manera, /ʃ/ es deriva de /s/ amb un traç creuant el símbol. No sembla haver-hi una lletra per a /ħ/, ni una distinció entre /ɾ/ i /r/, encara que aquests són existeixen en zaghawa.
Numerais i pontuações europees són usades. Una proposta preliminar d'un futur mapa de l'escriptura en Unicode va ser feta en 2007.